# ميدان السوفييت
ميدان السوفييت (بالروسية: Площадь Советов) هو أحد ميادين مدينة روستوف-نا-دونو، يقع في حي كيروفسكي عند تقاطع شارع بولشايا سادوفايا، شارع فوروشيلوفسكي، شارع سوكولوفا وشارع سوتسياليستيتشيسكايا.

## تاريخ
بدأ بناء الميدان سنة 1860.
ما بين سنتي 1891 و1908، تم بناء كاتدرائية ألكسندر نيفسكي في وسط الساحة، والتي أصبحت مركزها المعماري المهيمن والتركيبي. بحلول بداية القرن العشرين، ظهرت المتاجر التجارية المبنية من الطوب وغيرها من المنازل التجارية في الميدان.
ما بين 1913 و1915، تم بناء مبنى بنك الدولة في الساحة. ما بين سنتي 1929 و1930، تم هدم كاتدرائية ألكسندر نيفسكي، لذلك أصبح مبنى بنك الدولة هو البارز على الساحة. ما بين سنتي 1929 و1934، تم بناء بيت السوفييت، الذي بُني على طراز العمارة البنائية.
خلال الحرب الوطنية العظمى، تم تدمير معظم مباني الساحة، وتم الحفاظ على مبنى بنك الدولة فقط.
مع نهاية الخمسينيات من القرن العشرين، أُعيد تشييد المنطقة المحيطة بميدان السوفيت مرة أخرى، وسرعان ما أصبحت المنطقة الإدارية الرئيسية للمدينة.
في عام 1972، أقيم النصب التذكاري لجيش الفرسان الأول في وسط الميدان من قبل مهندس المشروع يفغيني فيكتوروفيتش فوتشيتيتش.

## صور

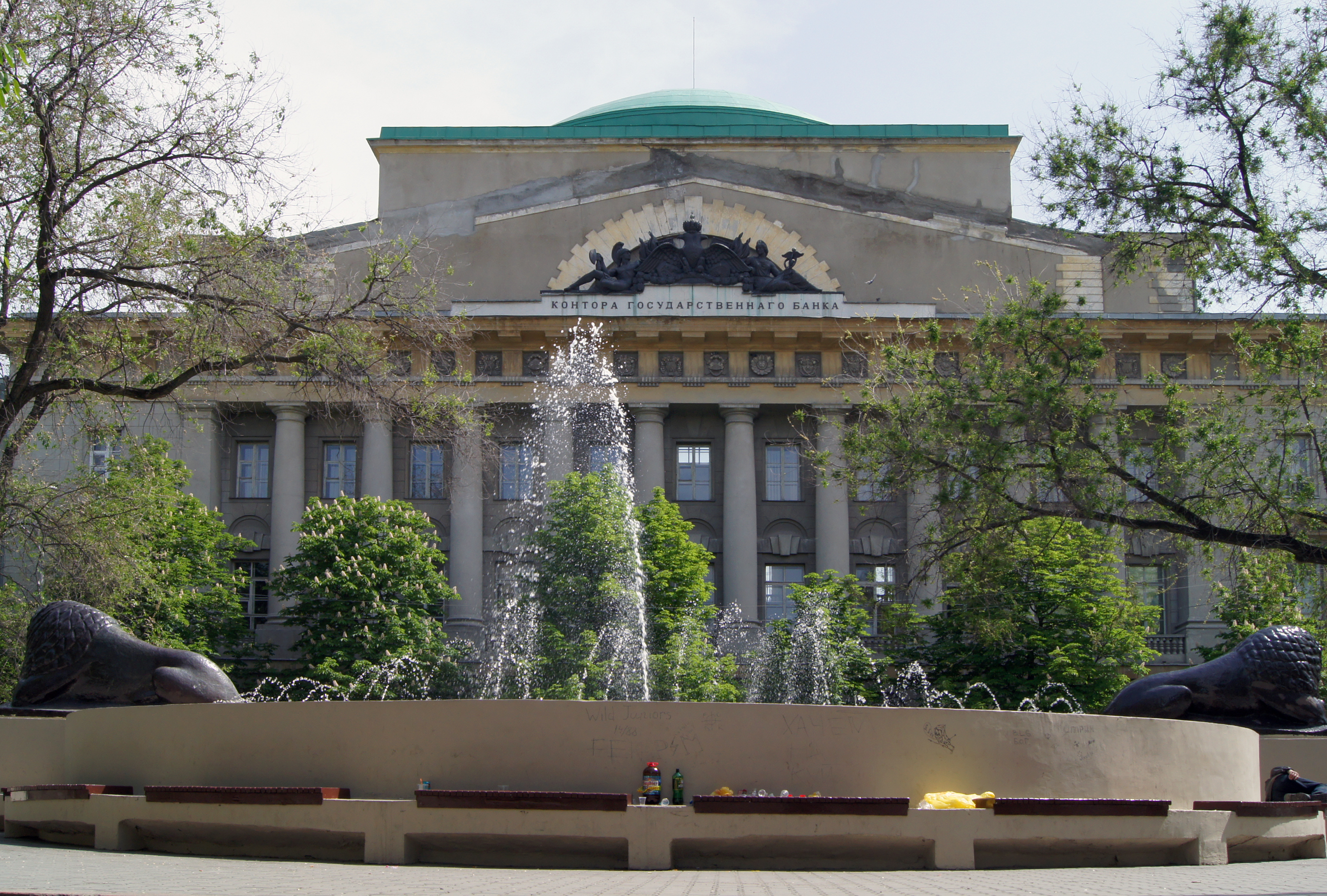
مبنى بنك الدولة
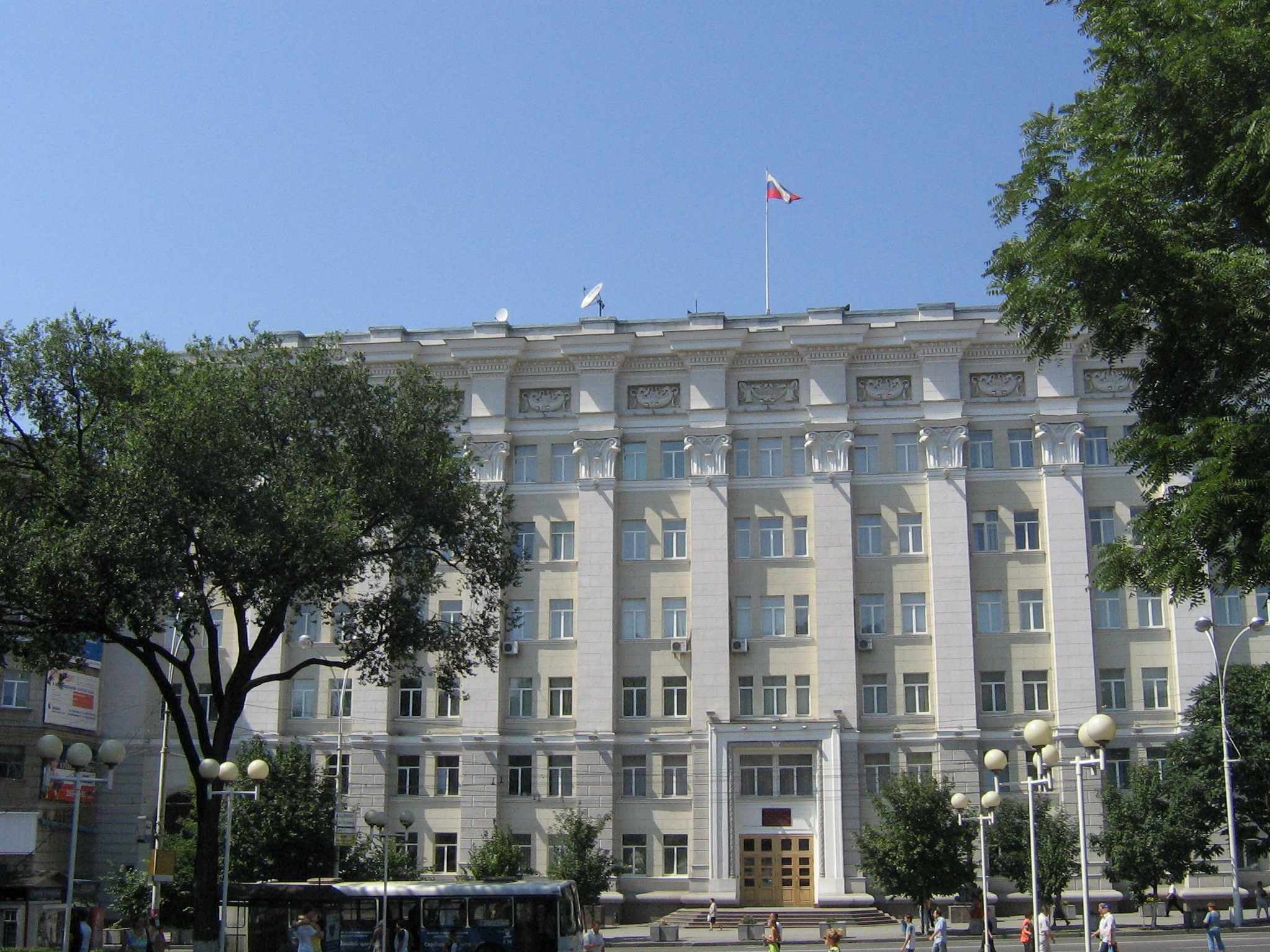
مكتب ممثل الرئيس في المنطقة الفيدرالية الجنوبية
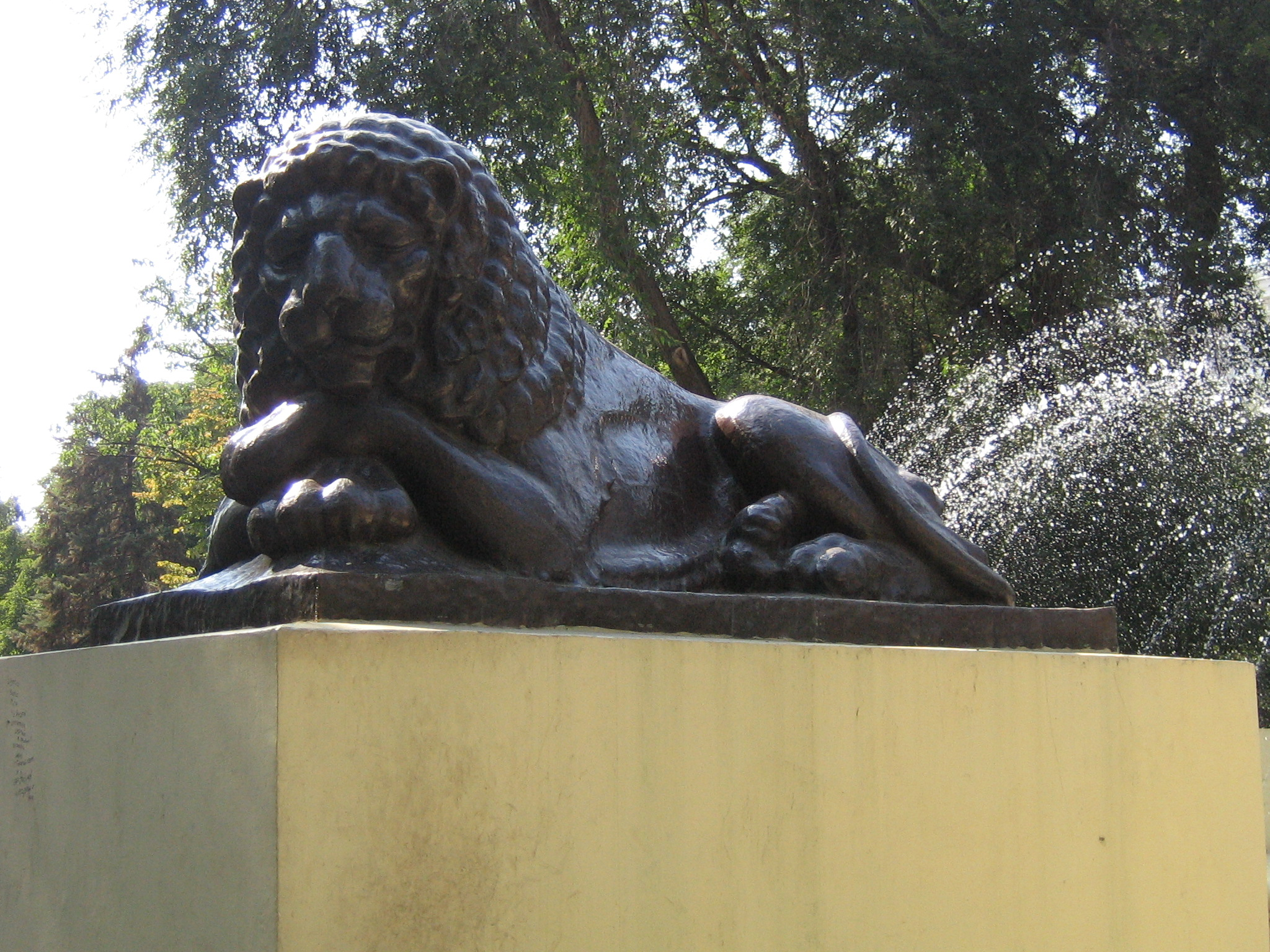
منحوتة الأسد